# Maximo Oliveros rozkwita
Maximo Oliveros rozkwita (tytuł oryg. Ang Pagdadalaga ni Maximo Oliveros, tytuł międzynar. The Blossoming of Maximo Oliveros) – filipiński film tragikomiczny z 2005 roku. Zdjęcia kręcono w Manili.
W Polsce film zaprezentowano na Warszawskim Międzynarodowym Festiwalu Filmowym, a następnie wydano na rynku DVD nakładem Imago Filmu.

## Opis fabuły
Nastoletni gej Maxi jest zakochany w młodym i przystojnym oficerze policyjnym Victorze. Wypiera jednak to uczucie, gdyż chce być lojalny wobec swojej rodziny, która toczy przestępczy tryb życia.

## Obsada
- Nathan Lopez − Maximo "Maxi" Oliveros
- J.R. Valentin − Victor Perez
- Soliman Cruz − Paco